# UGC 115
UGC 115 es una galaxia espiral enana localizada en la constelación de Cefeo.